# Prionoptera
Prionoptera là một chi bướm đêm thuộc họ Noctuidae.

## Loài
- Prionoptera aexonia (Druce, 1890)
- Prionoptera serra (Herrich-Schäffer, 1856)
- Prionoptera serraoides Dognin, 1892
- Prionoptera socorrensis Dognin, 1912